# Batalla de l'estret d'Òtranto (1940)
La batalla a l'estret d'Òtranto [també coneguda com l'acció de l'estret d'Òtranto (1940)] va ser la destrucció d'un comboi italià el 12 de novembre de 1940 durant la batalla de la Mediterrània durant la Segona Guerra Mundial. Va tenir lloc a l'estret d'Òtranto al mar Adriàtic, entre la Royal Navy britànica i la Regia Marina italiana.
A finals de 1940, vaixells italians havien estat transportant homes, equipament i subministraments des de Bríndisi als ports albanesos de Valona i Durazzo per a una altra ofensiva contra Grècia, durant la guerra italogrega (28 d'octubre de 1940 - 23 d'abril de 1941). El 21 d'octubre de 1940, la Supermarina, l'Almirallat italià, va establir Maritrafalba per fer comboi de vaixells que navegaven entre Bríndisi, Valona i Durazzo.
Els britànics van dur a terme diverses operacions de la Flota Mediterrània des d'Alexandria i la Força H des de Gibraltar, diversos combois a Grècia i Malta, el retorn de vaixells de Malta, reforços de vaixells a la Flota Mediterrània per la Força H, atacs de portaavions als aeròdroms de Sardenya, la batalla de Tàrent (11/12 de novembre) i una incursió al sud de l'Adriàtic per atacar combois a la ruta Brindisi-Valona.
La Força X, tres creuers lleugers britànics i dos destructors de la Flota Mediterrània, van navegar cap al nord fins a l'estret d'Òtranto a l'Adriàtic l'11 de novembre, agafant un comboi de quatre vaixells mercants, amb dos escortes de la Regia Marina , que tornaven de Valona aquella nit. La Força X va enfonsar els vaixells de càrrega i va danyar una escorta sense pèrdues, després es va unir a la Flota Mediterrània.

## Fons

### Operacions navals
El 4 de novembre el comboi AN 6 va partir de Port Said i el comboi MW 3 des d'Alexandria cap a Grècia i Malta escortat pels creuers antiaeris HMS Calcutta i Coventry i els HMS Dainty, Vampire, Voyager i HMAS Waterhen . Després d'escortar el comboi AN 6 a la badia de Suda, la flotas, llevat del Voyager que es va quedar amb els vaixells a la badia de Suda, havien de navegar cap a l'oest amb el comboi MW 3. La Força B , els creuers lleugers HMS Ajax i HMAS Sydney van salpar des d'Alexandria el 5 de novembre, van desembarcar subministraments a la badia de Suda a Creta l'endemà van navegar per trobar-se amb la flota mediterrània.
El comboi MW 3 va navegar cap a Malta com a part de l'operació MB 8, amb el suport de la flota mediterrània, que comprenia el portaavions HMS Illustrious, els cuirassats Warspite, Valiant, Ramillies i Malaya, el 3r esquadró de creuers amb el creuer pesant York, el creuer lleuger Gloucester i HMS Orion del 7è Esquadró de Creuers (vicealmirall Henry Pridham-Wippell) al qual s'uniran l'Ajax i Sydney. Els 13 destructors HMS Nubian de la 14a Flotilla de Destructors, Mohawk, Jervis, Janus, Juno, Hyperion de la 2a Flotilla de Destructors, Hasty, Hero, Hereward, Havoc, Ilex i Decoy i Defender, separats de la 2a Flotilla de Destructors, acompanyava els vaixells més grans.
El 7 de novembre, l'operació Coat va començar quan la Força H (vicealmirall James Somerville) va navegar des de Gibraltar amb el portaavions HMS Ark Royal, el creuer lleuger HMS Sheffield i els destructors Faulknor de la 8a Flotilla de Destructors, HMS Duncan, Firedrake, Forester, Fortune i Fury per cobrir la Força F, reforços per a la flota mediterrània, format pel cuirassat HMS Barham, el creuer pesant HMS Berwick i el creuer lleuger Glasgow amb els destructors Encounter, Gallant, Greyhound i Griffin fins a la zona al sud de Sardenya el 9 de novembre. L'operació Crack, subsidiària de l'operació Abric, va tenir lloc el 9 de novembre quan els bombarders Swordfish dels esquadrons aeris navals 810, 818 i 820 de l'Ark Royal van atacar Càller a Sardenya. 
Els vaixells de l'operació Abric van ser descoberts per la Regia Aeronautica i atacats el 9 de novembre però només es van aconseguir gairebé fallats sobre l'Ark Royal , Barham i Duncan . Els submarins italians Alagi, Axum, Aradam, Medusa i Diaspro van prendre posició al sud-oest de Sardenya el 9 de novembre però no van trobar cap vaixell britànic. El 14è Esquadró de Destructors amb el Vivaldi, Da Noli, Pancaldo i Malocello va ser enviat al canal de Sicília però va passar la Força F, que s'havia deslligat de la Força H la nit del 9 al 10 de novembre, sense establir contacte. La Força F es va enfrontar a la flota mediterrània des de l'est a principis del 10 de novembre, al sud de Malta, després es va dirigir a Malta per desembarcar 2.150 soldats i canons antiaeris. La 1a divisió de creuers italiana va navegar per bombardejar la badia de Suda, desconeguda pels britànics.

## Preludi

### Força X
[[Fitxer:Locatie Straat van Otranto.PNG|miniatura|{{center|El mar Adriàtic i l'estret d'Òtranto encerclats en vermell]]

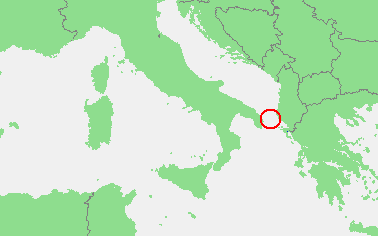
center|El mar Adriàtic i l'estret d'Òtranto encerclats en vermell

La Regia Marina va enviar els submarins Mameli, Corallo, Bandiera, Topazio, i Capponi a l'est de Malta però només el Capponi va poder posar-se en posició i disparar torpedes contra el Ramillies , que va fallar; el cuirassat va atracar a Malta amb el Coventry, el Dainty, el Vampire i el Waterhen i el Convoy MW 3. El 10 de novembre el Convoy ME 3 amb els quatre vaixells descarregats i les escortes del Convoy MF 3, Coventry i els seus tres destructors, van navegar cap a l'est i van sobreviure a un atac del submarí Topazio l'endemà, seguit pel destructor Vendetta i el monitor Terror que va arribar a la badia de Suda el 13 de novembre.
Els destructors Faulknor, Fortune i Fury , que havien actuat com a dragamines de la Força F, van tornar a la Força H, al sud de Sardenya, per al viatge de tornada a Gibraltar. Després de trobar-se amb els vaixells de l'oest, la flota mediterrània va navegar cap a l'est i els avions italians intentant fer ombra als vaixells van patir pèrdues pels atacs dels Fulmars de l'Illustrious. L'11 de novembre, l'Illustrious amb els creuers Gloucester, Berwick, Glasgow i York , amb els destructors Hasty, Havelock, Hyperion i Ilex van girar cap a Tàrent i la Força X (vicealmirall Henry Pridham-Wippell) els creuers lleugers de classe Leander Orion , Sydney i Ajax , amb els destructors de classe Tribal Mohawk i Nubian van girar cap al nord per atacar els combois italians que transportaven tropes i subministraments a Albània a través de l'estret d'Òtranto a l'entrada del mar Adriàtic.

### Combois de l'Adriàtic
[[Fitxer:RAMB III 2.jpg|miniatura|{{center|El creuer auxiliar italià Ramb III.]]
A la darrera part de 1940, els italians van enviar 40.000 soldats, 700 vehicles i 34.000 tones llargues (35.000 t) de subministraments des de Bríndisi, a Valona per a una altra ofensiva contra Grècia. El 21 d'octubre, la Supermarina va establir el Comando Superiore per il Traffico con l'Albania (Maritrafalba , Capitano de Vascello Pollacchini) per a combois de vaixells mercants que navegaven entre Bríndisi i Valona i Durazzo durant la construcció.
La força d'escorta estava formada pels destructors Mirabello i Riboty, les torpedineres Altair, Antares, Andròmeda, Aretusa, Calatafimi, Casteldfidardo, Curtatone, Monzambano, Confienza, Solferino, Cantore, Prestinari, Fabrizi , Medici i Stocco, patrulleres Cap Lago Tana, Cecchis, Lago Zuai, Ramb III i quatre vaixells MAS.
El 12 de novembre, un comboi italià de quatre vaixells mercants buits, Antonio Locatelli , Premuda , Capo Vado i Catalani , tornava de Valona a Bríndisi, escortat per la torpedinera Fabrizi de l'època de la Primera Guerra Mundial (Tenente di vascello Giovanni Barbini) i Ramb III ( Capitano di fregata Francesco De Angelis). Els vaixells viatjaven enfosquits per evitar ser detectats.

## El combat
Després de desviar-se de la flota mediterrània durant la tarda de l'11 de novembre, la Força X va fer bona velocitat cap a l'estret d'Òtranto i a primera hora del vespre va passar Corfú a 25 kn (29 mph; 46 km/h), disminuint la velocitat a 20 kn (23 mph; 37 km/h) ja que va tancar a la costa albanesa. L'estat del mar era tranquil i hi havia una lluna de tres quarts (quasi plena). Els vaixells britànics van arribar a l'extensió nord de la patrulla i van girar; a la 1:15 del matí, els vigies van veure quatre vaixells enfosquits amb dos escortes, Fabrizi armat amb quatre canons de 4 polzades i quatre tubs de torpedes de 17,7 polzades (450 mm) i el creuer auxiliar Ramb III amb quatre canons de 4,7 polzades, que els britànics van creure que es tractava d'un destructor.  Els escortes estaven a qualsevol dels flancs dels vaixells mercants, que estaven fent 8 kn (9,2 mph; 15 km/h), orientant-se cap al nord-oest, mentre que el Ramb III estava al costat més proper als vaixells britànics. La Força X estava en línia a popa amb l'Orion al capdavant i el Sydney pujant la part posterior, els creuers estaven a uns 730 metres (0,39 nmi; 0,45 milles) de distància. El Nubian es trobava a uns 2,5 km (1,6 milles) a l'oest dels creuers i Mohawk a una distància similar a l'est.
El Mohawk va veure el comboi a les 1:15 del matí al sud-est a una distància de 8 nmi (9,2 milles; 15 km) després de l'avistament a Nubian i es va tancar sobre el Fabrizi . Els italians van veure la Força X i el Fabrizi navegava cap als vaixells britànics, mentre els transports començaven a girar-se. El Mohawk va començar a disparar a la 1:27 am, obtenint cops a la quarta salva des de 3,6 km (2,0 nmi; 2,3 milles).  La Força X va avançar pel costat oest del comboi, disparant bengales des dels seus canons secundaris i l'Orion va enfrontar al Fabrizi amb el seu armament de 4 polzades mentre disparava 32 salves, la majoria des del seu armament principal de 6 polzades i dos torpedes al Capo Vado , el tercer vaixell mercant en línia a 5,9 km (3,2 nmi; 3,6 milles) que va rebre un cop de torpede i va començar a enfonsar-se. Barbini, a bord del Fabrizi, va intentar llançar torpedes però els impactes de l'Orion van tallar les comunicacions entre el pont i l'oficial del torpedes. A les 1:28 de la matinada, Fabrizi va girar cap a estribord quan a 4,1 km (2,2 nmi; 2,6 milles) a l'est-sud-est de l'Orion va obrir foc i va començar a fer fum per cobrir el comboi. L'Orion va canviar d'objectiu i va disparar contra el Catalani, a la part posterior del comboi, a uns 4.800 m, que es va incendiar i la tripulació va abandonar el vaixell, contra el qual l'Orion va disparar dos torpedes i va enfonsar el vaixell. L'Ajax va disparar sobre el Ramb III, i el Sydney i l'Ajax va disparar contra els dos vaixells mercants al front, l'Ajax disparant i perdent un torpede.
El Sydney havia disparat a 6.400 m tan bon punt el Mohawk es va enfrontar i el Fabrizi va respondre amb torpedes, un passant per popa del Sydney, abans de ser greument danyat. Els vaixells de càrrega s'havien allunyat de la Força X, però els dos últims vaixells estaven massa danyats per romandre a flotació, enfonsant-se durant la nit. El Fabrizi va fer fum i va aconseguir escapar, tot i ser disparat per diversos vaixells britànics i el Ramb III mentre el Sydney disparava contra l'Antonio Locatelli, que es va incendiar. A la 1:32 de la matinada, el Sydney va canviar d'objectiu i va començar a disparar contra el Premuda mentre l'Ajax s'enfrontava a un mercant al capdavant del comboi; Un moment després, l'Orion va disparar torpedes contra el Capo Vado i va reclamar un impacte. El Ramb III, després d'haver disparat 19 salves, va girar cap al nord-est i va abandonar l'escena. El Fabrizi va tornar enrere entre la Força X i els vaixells mercants i a les 1:35 am va patir l'impacte d'un d'obús contra el seu generador principal, seguit al cap d'un minut per un obús al mig del vaixell prop del canó número 3 i va rebre un altre cop a proa a les 1:39 h els canons al mig del vaixell i a popa romanien en acció. Els destructors van navegar en columna pel costat de babord del comboi, disparant a cada vaixell al seu torn. El Catalani havia estat colpejat i aturat en núvols de vapor. El Mohawk estava a punt de girar a les 1:50 a.m. quan Pridham-Wippell va ordenar als vaixells que viressin cap al sud-sud-oest i fessin vapor a 28 kn (32 mph; 52 km/h) per unir-se a la flota mediterrània. La Força X va girar a les 1:53 del matí , sense haver patit baixes ni danys, però sense saber que tots els vaixells mercants havien estat enfonsats. La Força X va passar l'estret a les 3:30 am i es va trobar amb la flota a l'oest de Grècia cap al migdia del 12 de novembre.

## Conseqüències

### Anàlisi
L'any 2002, els historiadors Jack Greene i Alessandro Massignani van escriure que l'èxit britànic va obligar els italians a navegar en combois a la llum del dia i a proporcionar tres torpedineres i un creuer auxiliar per a cada quatre vaixells de càrrega; els submarins Jalea i Millelire van estar estacionats a l'estret durant els propers mesos per precaució, juntament amb creuers i destructors amb base a Bríndisi. Vincent O'Hara va escriure el 2009 que l'acció va ser el primer atac nocturn de vaixells de superfície a un comboi italià, que "va presagiar com de letals serien les forces d'atac britàniques". Va ser l'única incursió reeixida a la ruta de subministrament italiana als Balcans, en la qual es va dedicar al voltant del 25 per cent de la flota mercant italiana. Les incursions dels britànics el 19 de desembre i dels destructors grecs vuit vegades des del 14 de novembre i el 6 de gener de 1941 van ser infructuoses.

### Víctimes
Els britànics no van patir baixes però el Fabrizi va perdre onze homes morts i 17 ferits; els supervivents van ser rescatats pels torpediners Curtatone i Solferino des de Valona, van rescatar 140 mariners; es van perdre 36 homes dels vaixells mercants i els quatre vaixells enfonsats van ascendir a 16.939 TRB.

### Operacions posteriors
Reincorporats a la flota mediterrània, els vaixells van fer rumb cap a Alexandria i no van ser trobats per reconeixement aeri de la Regia Aeronautica fins al 13 de novembre, havent perdut tres hidroavions CANT Z.501 enfront als caces de l'Illustrious el dia anterior. La Regia Marina va enviar torpedineres a motor des del nord de Valona, la 7a Divisió de Creuers, formada pels creuers lleugers Muzio Attendolo, Eugenio di Savoia i Duca d'Aosta. 

## Ordres de batalla
A no ser que s'indiqui el contrari, les dades provenen d' O'Hara

### Regia Marina
- Capitano di fregata Francesco De Angelis
  - creuer auxiliar Ramb III
  - Torpedinera classe La Masa  Nicola Fabrizi  (danyat)

### Carguers
- Antonio Locatelli 5,691 GRT (enfonsat)
- Premuda 4,427 GRT (enfonsat)
- Capo Vado 4,391 GRT (enfonsat)
- Catalani 2,429 GRT (enfonsat)

### Royal Navy
- Rear Admiral Henry Pridham-Whippell (Vicealmirall, Forces Lleugeres)
- creuers classe Leander
  - HMAS Sydney
  - HMS Ajax
  - HMS Orion
- Destructors classe Tribal
  - HMS Nubian
  - HMS Mohawk